# Universidade Federal de São Carlos

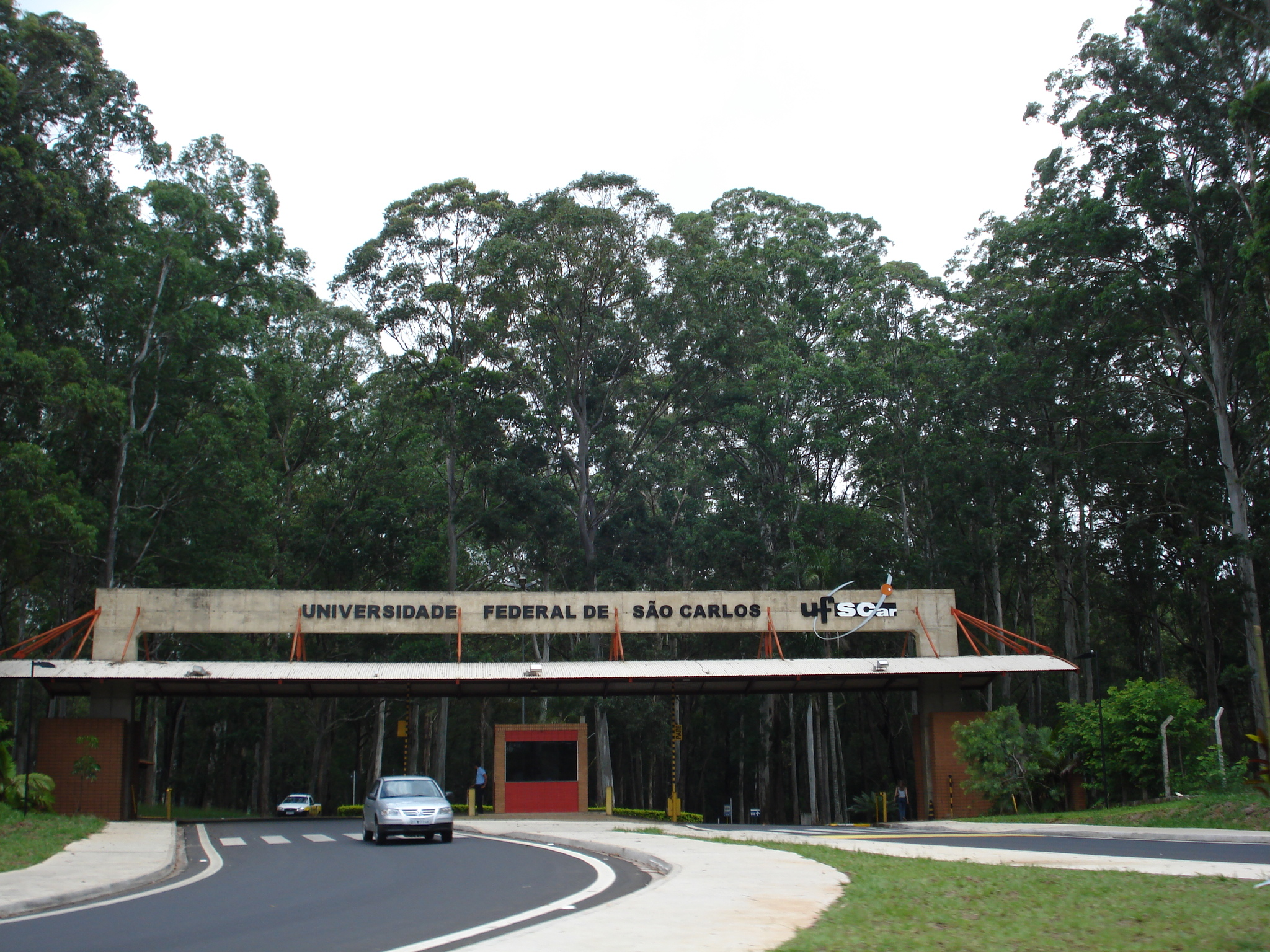
Einfahrt zum Universitätsgelände der UFSCar in São Carlos

Die Universidade Federal de São Carlos (UFSCar; deutsch Bundesuniversität von São Carlos) in São Carlos ist eine 1968 im brasilianischen Bundesstaat São Paulo gegründete öffentliche Universität.

## Geschichte
Der Lehrbetrieb wurde im März 1970 mit 96 Studenten aufgenommen. Die Universität bot als erste Universität Brasiliens Studiengänge in Materialwissenschaft und Werkstofftechnik an. Sie war die erste Universität im Landesinneren des Bundesstaates São Paulo. Im Jahr 2012 waren rund 17.000 Studenten eingeschrieben, denen Abschlüsse in 57 Fächern angeboten werden. Gegliedert ist die Universität in 33 wissenschaftliche Abteilungen, die in vier Zentren zusammengefasst sind: Centro de Ciências Biológicas e da Saúde (CCBS), Centro de Ciências Exatas e de Tecnologia (CCET), Centro de Educação e Ciências Humanas (CECH) und dem Centro de Ciências Agrárias (CCA).

## Die Campus
Der Hauptcampus befindet sich in São Carlos. Im Jahr 1991 wurde der Campus Araras gegründet und 2005 der Campus in Sorocaba. Das Gelände in Buri für einen vierten Campus (Lagoa do Sino), der den Landbauwissenschaften gewidmet ist, wurde im November 2010 von dem Schriftsteller Raduan Nassar gestiftet.